# Grand County (Utah)

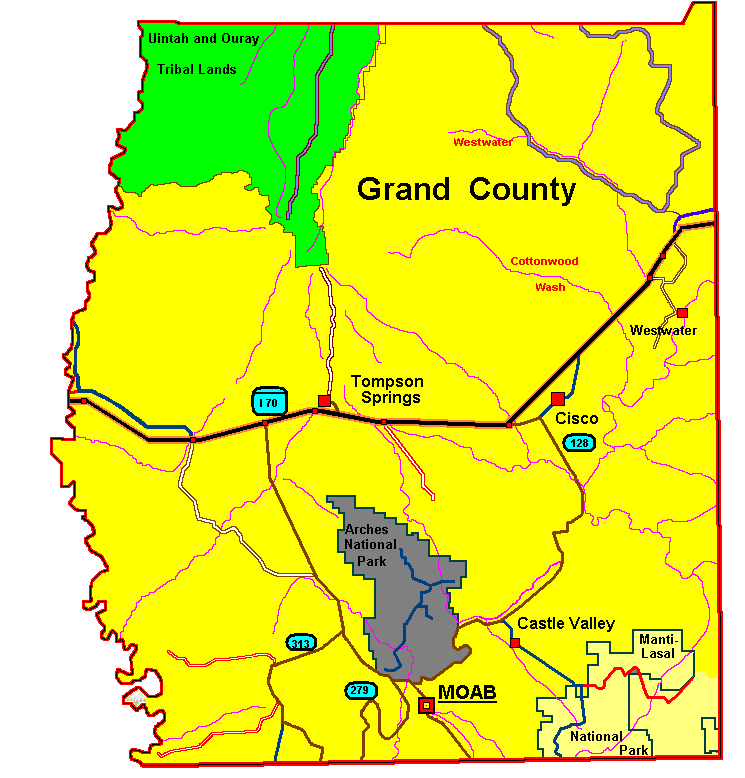
Karte

Das Grand County ist ein County im US-amerikanischen Bundesstaat Utah. Im Jahr 2020 hatte das County 9669 Einwohner und eine Bevölkerungsdichte von einem Einwohner pro Quadratkilometer. Der Verwaltungssitz (County Seat) ist Moab, die größte Stadt des Countys.

## Geografie
Das Grand County bedeckt eine Fläche von 9568 Quadratkilometern, davon sind 32 Quadratkilometer Wasserflächen.
Der Green River bildet die westliche Grenze des Countys. Der Colorado River durchfließt den südöstlichen Teil des Countys.
Im Südosten des Countys befinden sich die La Sal Mountains, die im benachbarten San Juan County eine Gipfelhöhe von 3877 Metern erreichen.
Das Grand County grenzt an folgende Nachbarcountys:
| Carbon County | Uintah County   | Garfield County (Colorado) |
| Emery County  |                 | Mesa County (Colorado)     |
|               | San Juan County |                            |

### Schutzgebiete
- Arches-Nationalpark
- Canyonlands-Nationalpark (teilweise)
- Dead Horse Point State Park
- Manti La Sal National Forest (teilweise)
- McInnis Canyons National Conservation Area (teilweise)

## Geschichte
Das im Jahr 1890 gegründete County wurde nach dem Colorado River benannt, der früher Grand River hieß.

## Bevölkerung

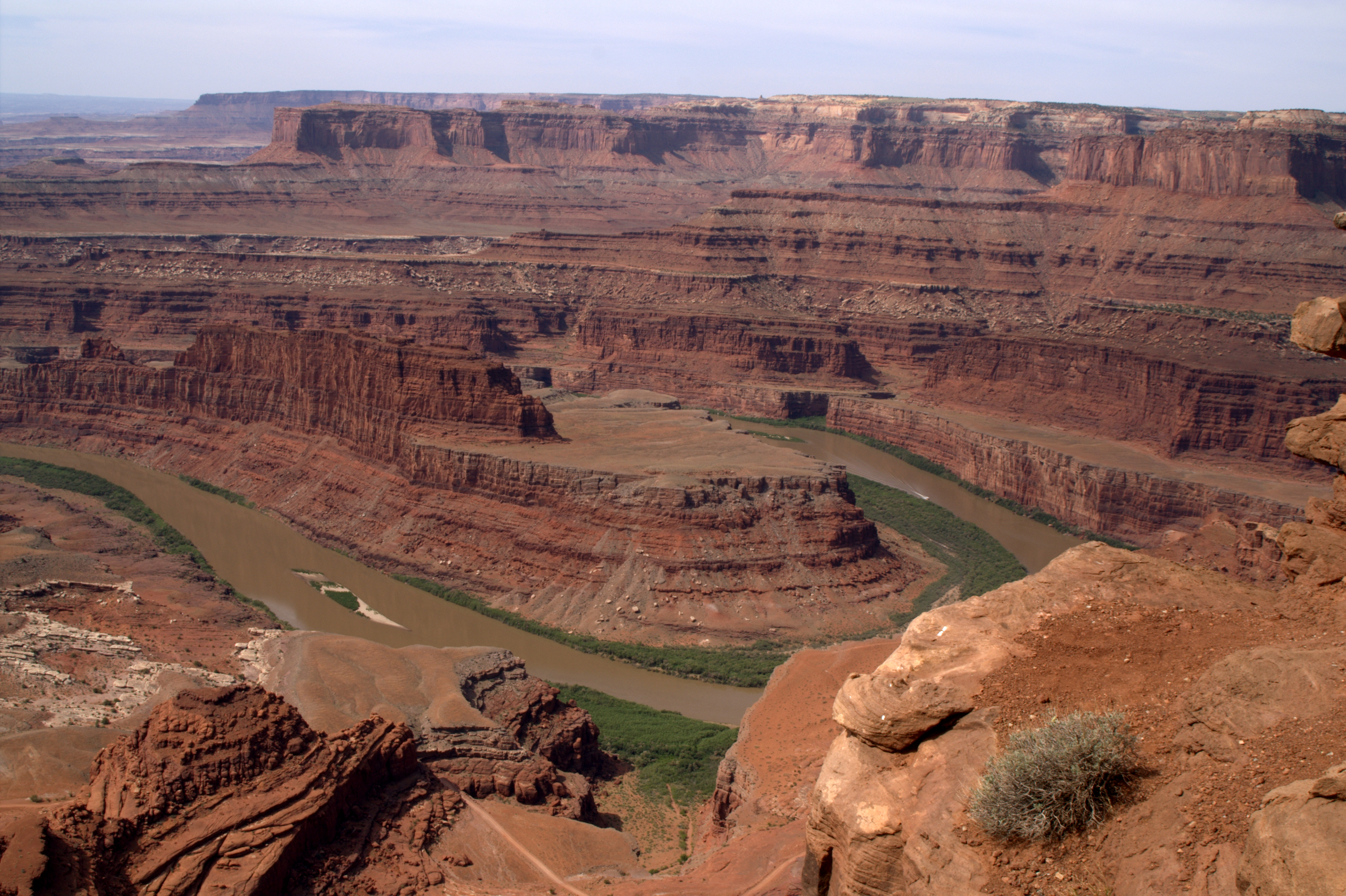
Der Dead Horse Point State Park

Nach der Volkszählung im Jahr 2010 lebten im Grand County 9225 Menschen in 3690 Haushalten. Die Bevölkerungsdichte betrug ein Einwohner pro Quadratkilometer. In den 3690 Haushalten lebten statistisch je 2,45 Personen.
Ethnisch betrachtet setzte sich die Bevölkerung zusammen aus 91,9 Prozent Weißen, 0,7 Prozent Afroamerikanern, 4,3 Prozent amerikanischen Ureinwohnern, 1,0 Prozent Asiaten, 0,1 Prozent Polynesiern sowie aus anderen ethnischen Gruppen; 2,0 Prozent stammten von zwei oder mehr Ethnien ab. Unabhängig von der ethnischen Zugehörigkeit waren 9,8 Prozent der Bevölkerung spanischer oder lateinamerikanischer Abstammung.
22,6 Prozent der Bevölkerung waren unter 18 Jahre alt, 62,0 Prozent waren zwischen 18 und 64 und 15,4 Prozent waren 65 Jahre oder älter. 49,9 Prozent der Bevölkerung waren weiblich.

Das jährliche Durchschnittseinkommen eines Haushalts lag bei 42.208 USD. Das Pro-Kopf-Einkommen betrug 22.192 USD. 13,6 Prozent der Einwohner lebten unterhalb der Armutsgrenze.

## Ortschaften im Grand County
| City - Moab | Town - Castle Valley |

Census-designated place (CDP)
- Thompson Springs

Andere Unincorporated Community
- Brendel

Daneben existieren im Grand County noch eine Reihe ehemaliger Ortschaften, so genannte
| Ghost towns - Castleton - Cisco - Dewey | - Miners Basin - Sego |

## Gliederung
Das Grand County ist in drei Census County Divisions (CCD)  unterteilt:
| CCD                  | Einwohner (2010) | FIPS     |
| -------------------- | ---------------- | -------- |
| Moab CCD             | 9098             | 49-91935 |
| Thompson Springs CCD | 127              | 49-93356 |
| Uintah and Ouray CCD | 0                | 49-93526 |